# Минић
Минић је српскохрватско презиме. Може се односити на следеће особе:
- Драгољуб Минић, шаховски велемајстор
- Милош Минић, комунистички политичар